# Bertolt-Brecht-Gesamtschule (Bonn)
Die Bertolt-Brecht-Gesamtschule (BBG) ist eine 1998 eröffnete Gesamtschule in Tannenbusch, Bonn.

## Allgemeines
Die Bertolt-Brecht-Gesamtschule wurde nach dem deutschen Dramatiker, Lyriker und Librettisten Bertolt Brecht benannt. Gegründet wurde die Schule 1998 und arbeitet seit 2011 im Netzwerk der UNESCO-Projektschulen Nordrhein-Westfalens mit. Wichtige Erziehungsziele sind die Menschenrechte, der Weltfrieden und der nachhaltige Umgang mit der Umwelt.

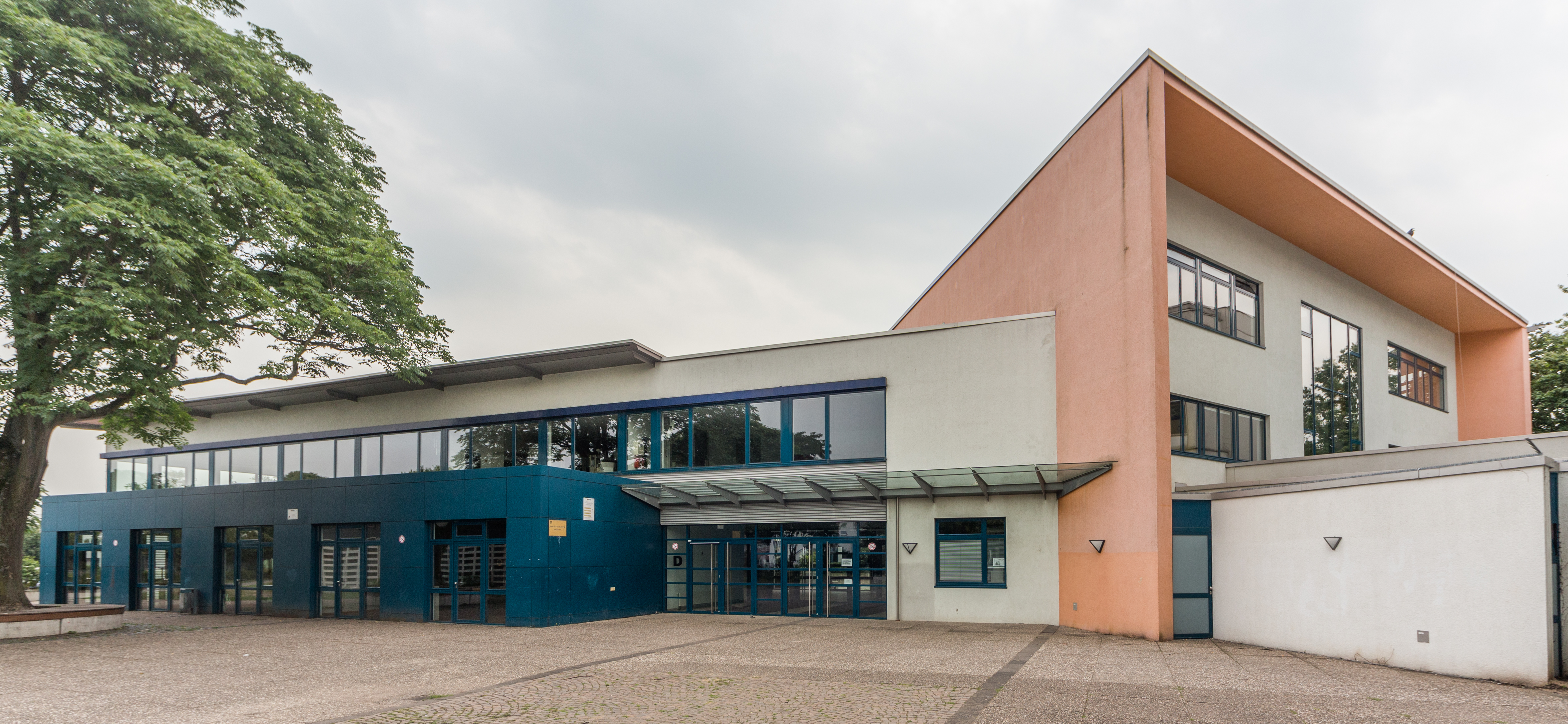
BBG-Neubau, 2013

## Gebäude
Die Schule besteht aus zwei Hauptteilen (Neubau und Altbau), zwei Sporthallen (von denen eine manchmal mit dem lokalen Kindergarten geteilt wird), einer Aula, einer Bläserhalle (für Musikinstrumente-Unterricht; Bläserunterricht), einem großen Sportplatz und einem kleinen Sportplatz (Spitzname „Gummiplatz“; wird mit der Nachbarschule, einer Waldorfschule, geteilt).
Schüler gehen von der 5. bis zur 6. Klasse in das Erdgeschoss des Neubaus, von der 7. bis zur 10. in den Altbau und ab der 11. in die Obergeschosse des Neubaus.

## Sanierung des Altbaus
Seit 2023 werden die Schüler der 7.–10. Klasse in Container, die auf dem Sportplatz, einem Teils des Schulhofs stehen, unterrichtet, da der Altbau saniert wird. Der vorläufige „neue Altbau“ besteht aus zwei Hauptcontainern und zwei Fluren, die die jeweils zwei Geschosse der Container miteinander verbinden. Die Sanierung soll voraussichtlich im Herbst 2025 vollständig abgeschlossen werden.
Vor der Sanierung des Altbaus wurde eine der zwei Sporthallen ebenfalls saniert, da sie 2021 Brandschaden erlitten hat und erst 2023 fertig saniert wurde. Die Aula soll ebenfalls saniert werden, da die alte Glasfassade zersprungen ist und eine neue weiße Fassade die Wände bedeckt. Wann diese saniert werden soll, ist unklar.

## Mitgliedschaften
Die Schule nimmt an folgenden Programmen teil:
- Schule ohne Rassismus – Schule mit Courage
- Zukunftsschulen NRW – Netzwerk Lernkultur Individuelle Förderung
- Erasmus+ – Schulbildung
- ArbeiterKind.de
- Kooperation NRW-Talentförderung[3]

## Auszeichnungen/Preise
- MINT SCHULE NRW
- Schulentwicklungspreis der Unfallkasse Nordrhein-Westfalen – Gute gesunde Schule (Preisträger 2016)
- Qualitätssiegel (Von Lions Quest – Erwachsen werden)
- Medien Scouts Schule (2022 & 2023)[3]

## Galerie

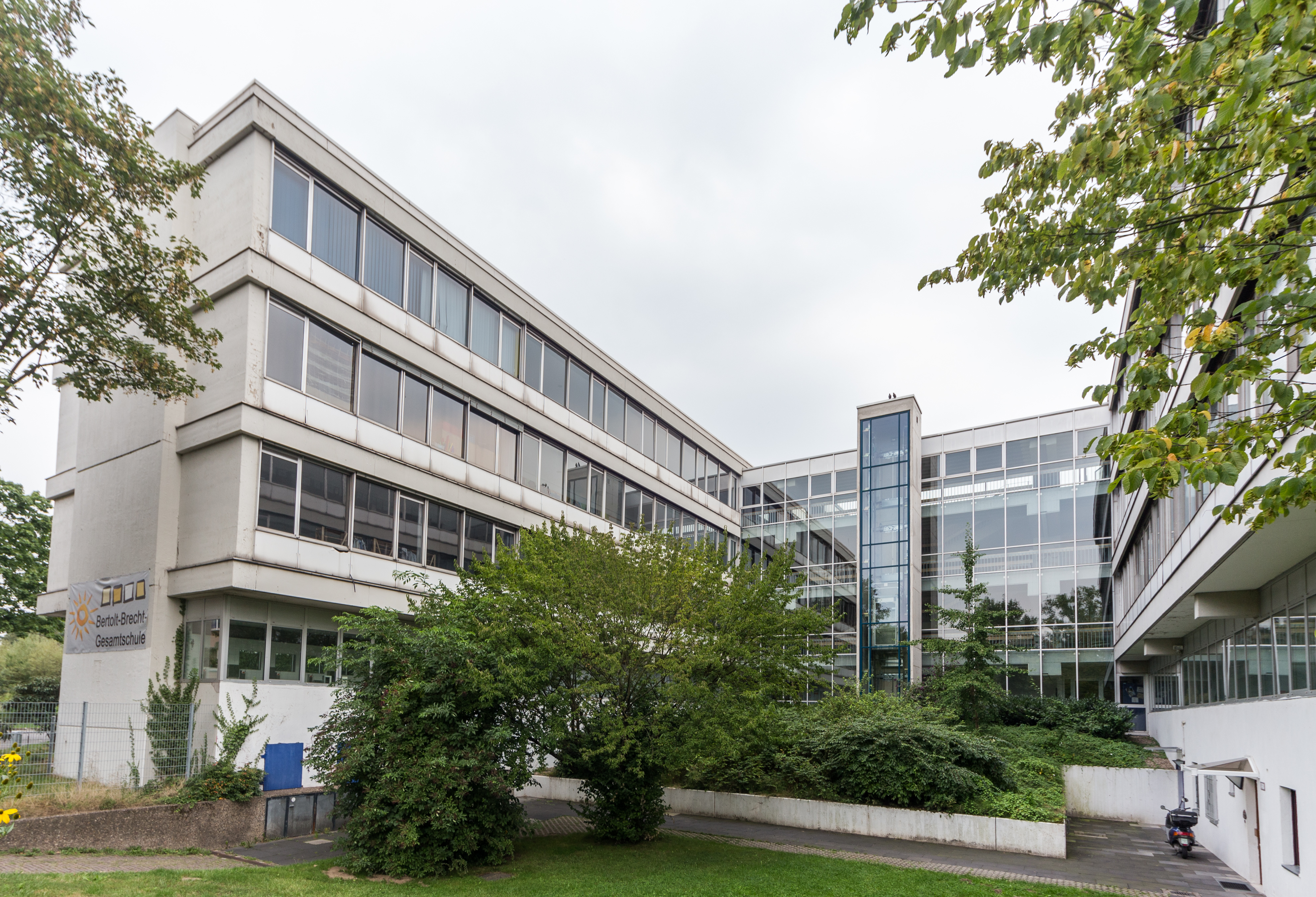
BBG-Altbau vor der Sanierung, 2013
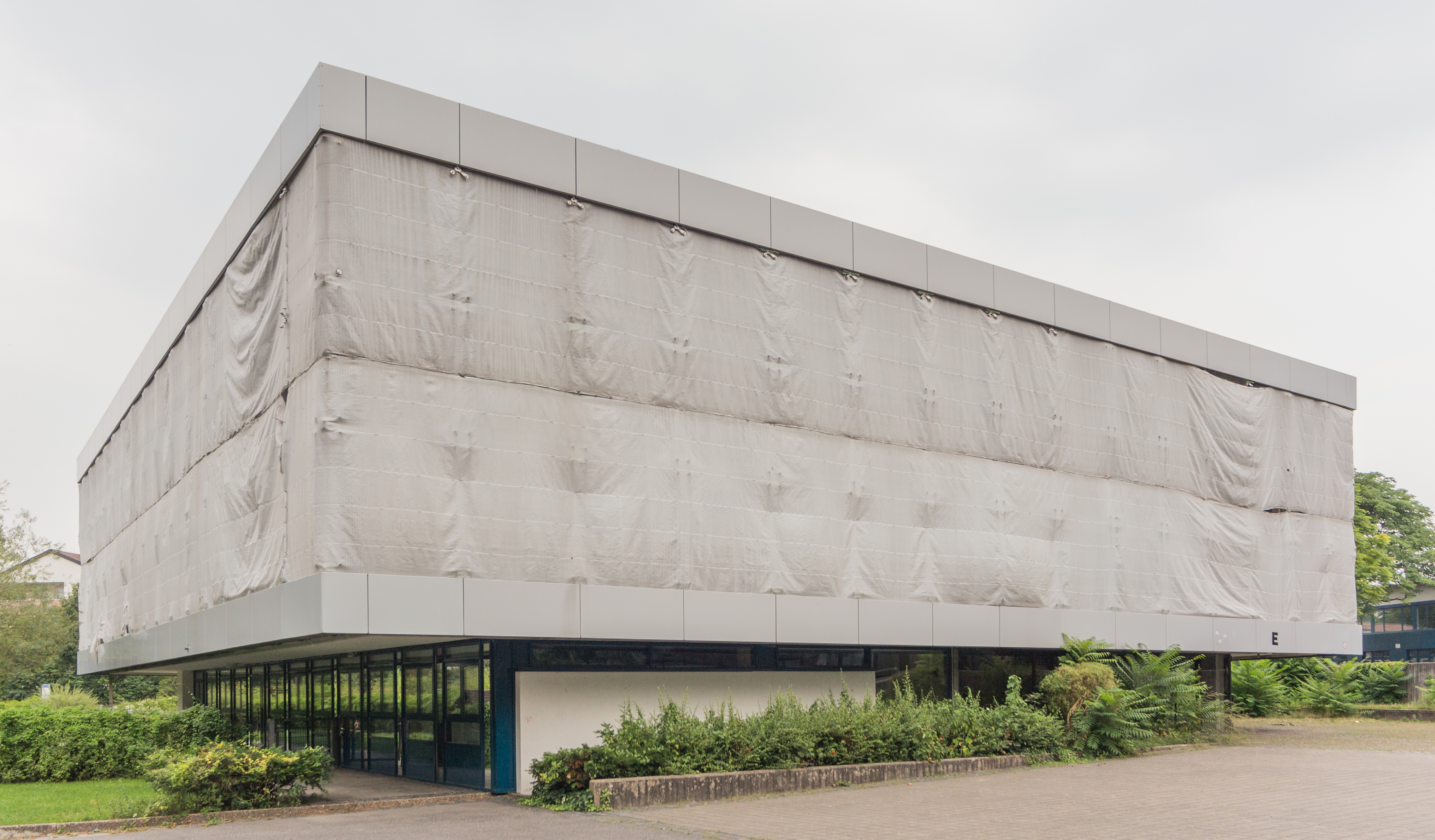
BBG-Aula mit Verhüllung, 2013